# Sophie und Virginie
Sophie und Virginie (französisch Sophie et Virginie) ist eine Zeichentrickserie von Autor Jean Chalopin aus dem Jahr 1990. Es existieren insgesamt zwei Staffeln mit 52 Episoden.

## Handlung der ersten Staffel
Die Schwestern Sophie und Virginie Mercier verlieren ihre Eltern, zwei berühmte Ethnologen, auf einer Expedition im afrikanischen Urwald, nachdem ihr Flugzeug abgestürzt ist. Daraufhin kommen die Mädchen in das Waisenhaus von Madame Lassart. Dort dürfen sie sich zunächst nicht sehen, schaffen es dann aber doch, sich zu treffen. Während Sophie schnell neue Freunde gewinnt, unter anderem den jungen Paul, leidet Virginie sehr unter den Attacken ihrer Mitschülerinnen Nathalie und Nicole. Nur ihre Zimmergenossin Marie hält zu ihr. Sophie und Virginie glauben beide ganz fest daran, dass ihre Eltern noch leben.
Später lernen die Mädchen weitere wichtige Personen kennen, wie etwa die Journalistin Catherine Dupuis und den Forscher Frédéric Rochambeau, die sich beide für das Verschwinden der Merciers interessieren und die Schwestern damit konfrontieren, dass ihre Eltern von einer mysteriösen Organisation verfolgt wurden, sowie den Arzt Dr. Franck und den Sportlehrer Julien. Diese entwickeln sich für die Mädchen zu Vertrauenspersonen, bis sich herausstellt, dass beide zur Organisation gehören und Dr. Franck sogar deren Anführer ist. Schließlich findet die Wiedervereinigung der Familie Mercier statt.
In der Folge Die unvernünftige Direktorin stellt sich heraus, dass Madame Lassart verwitwet ist und die Gründung des Waisenhauses der große Traum ihres verstorbenen Mannes war. Virginie erfährt dies vom Dorfpfarrer, der mit Madame Lassart befreundet ist und auch der beste Freund von Monsieur Lassart war, als Virgnie die erkrankte Direktorin in seinem Haus pflegt. Er zeigt Virginie ein Foto von Monsieur Lassart. Als Sophie und Virginie nach der Gesundung der Direktorin ihr Büro aufräumen sollen, bevor sie wiederkommt, was ein Geschenk von Madame Lassart ist, damit sie sich sehen können, sehen sie ein Bild von Monsieur Lassart an der Wand hängen. Virginie erzählt Sophie, wer dieser Mann war und dass sie vermutet, dass Paul ihm als Erwachsener sehr ähnlich sehen wird.

## Handlung der zweiten Staffel
Als Stufenbeste ihrer Universität gewinnt Virginie eine Forschungsreise nach Afrika. Diese tritt sie nach Ende des letzten Semesters zusammen mit Catherine, Frédéric, Sophie und Paul an. Zusätzlich schummelt Sophie noch heimlich ihren Hund Tudor mit. Umgehend nach der Ankunft in Tansania engagiert Virginie den Fremdenführer Malumba, welcher Frédéric bald seltsam vorkommt. Schnell stellt sich heraus, dass eine Serie von unglücklichen Zufällen wie Ameisenangriffe und Krankheiten nicht von ungefähr kommen. Wie in der ersten Staffel steht auch hier Dr. Franck hinter allem, auch Malumba und die Zauberin Ganola zählen zur Organisation, deren Ziel es ist, Sophie und Virginie gefangen zu nehmen und umzupolen, damit diese gegen ihre Eltern eingesetzt werden können. Nach einigen Kämpfen und Strapazen schaffen es die fünf Expeditionsteilnehmer an der Seite einer Gruppe Verbündeter aus dem Dschungel, die Organisation zu bezwingen, was letztendlich auch mit dem Tod Malumbas und der Gefangennahme von Dr. Franck endet.

## Produktion und Veröffentlichung
Die Serie wurde 1990 im Auftrag des französischen Senders TF1 produziert und erstmals ab dem 12. Dezember 1990 in Frankreich ausgestrahlt, in Italien ab Oktober 1993. In Deutschland gehörte die Serie zum Kinderprogramm „Vampy“ (1993–2001) auf RTL II.

## Figuren und Synchronisation
Sortiert nach der Reihenfolge des Auftretens.
Da die Sprecher in den Originalfolgen – v. a. die erste Staffel betreffend – oft (durch-)gewechselt wurden, sind in nachstehender Übersicht lediglich die „Hauptstimmen“ aufgeführt, durch die eine Figur am häufigsten synchronisiert wurde. Sind hierbei mehrere Namen gelistet, folgten Sprecher entweder aufeinander, wobei der jeweilige Episodenumfang mit angegeben ist, oder wechselten sich regelmäßig ab. Weitere, hier unberücksichtigt gebliebene Stimmen werden separat darunter genannt, so auch diejenigen für Nebenfiguren, denen mehrere Stimmen geliehen wurden und somit keine gravierende Verhältnismäßigkeit auszumachen ist. Die Bemerkung „diverse“ verweist dann auf diese Unterkategorie, in der alle belegten Stimmenauftritte einer Folge berücksichtigt werden. Ist der Sprecher einer Figur dagegen nicht bekannt, bleibt die entsprechende Spalte leer.
Bei den wenigen Figuren, die im Original durchgängig mit gleicher Synchronstimme zu hören sind, handelt es sich um Sophie, Virginie und Frédéric (über beide Staffeln) sowie Killer Antoine, Malumba, Khartouk, Häuptling Zulanka, Dumari, (evtl. Junko), Boya und Katori (alle Staffel 2).

### Durchgängige Hauptfiguren
| Originalsprecher                                             | Deutsche Synchronsprecher | Figur                                    | Folgen            | Staffeln |
| ------------------------------------------------------------ | ------------------------- | ---------------------------------------- | ----------------- | -------- |
| Virginie Ledieu                                              | Debora Weigert            | Virginie Mercier alias Dr. Emilie Noulan | 1–52              | 1–2      |
| Céline Monsarrat (bis Folge 29) Françoise Pavy (ab Folge 50) | Judy Winter               | Prof. Caroline Mercier                   | 1–2, 23–29, 50–52 | 1–2      |
| Amélie Morin                                                 | Andrea Wick               | Sophie Mercier                           | 1–52              | 1–2      |
| –                                                            | –                         | Hund Tudor                               | 1–52              | 1–2      |
| Daniel Russo (bis Folge 28) Michel Lasorne (ab Folge 50)     | Jan Spitzer               | Prof. Maurice Mercier                    | 1–2, 23–28, 50–52 | 1–2      |
| Marie Daëms                                                  | Christel Merian           | Léontine Grandville                      | 1–28, 50          | 1–2      |
| Georges Aubert                                               | Otto Czarski              | Monsieur Claude                          | 3–26              | 1        |
| Anne Kerylen                                                 | Viola Sauer               | Madame Lassart                           | 3–27              | 1–2      |
| Joëlle Fossier                                               |                           | Mademoiselle Romy                        | 3–26              | 1        |
| Stéphanie Murat Joëlle Guigui                                | Ulrike Stürzbecher        | Nicole                                   | 3–26              | 1        |
| Danièle Douet                                                | Elisabeth Günther         | Nathalie                                 | 3–26              | 1        |
| Mireille Audibert                                            | Maja Dürr                 | Madame Elsa                              | 3–26              | 1        |
| Bernard Soufflet                                             | Sebastian Schulz          | Brilli 1                                 | 3–26              | 1        |
| David Lesser (bis Folge 26) Adrien Antoine (ab Folge 29)     | Gerrit Schmidt-Foß        | Paul                                     | 3–52              | 1–2      |
| Valérie Siclay                                               | Anna Predleus             | Chrissi                                  | 3–26              | 1        |
| Stéphanie Murat                                              | Melanie Hinze             | Marie                                    | 3–26              | 1        |
| Michel Gudin                                                 | Klaus Jepsen              | Dr. Franck                               | 4–52              | 1–2      |
| Agnès Gribe (bis Folge 6) Francine Lainé (ab Folge 15)       | Heike Schroetter          | Catherine Dupuis                         | 5–6, 15–52        | 1–2      |
| Lionel Tua                                                   | Bernd Vollbrecht          | Julien Charon                            | 8–26              | 1        |
| Éric Legrand                                                 | Matthias Hinze            | Frédéric Rochambeau                      | 15–52             | 1–2      |
| diverse                                                      | Jörg Döring               | Tetou                                    | 20–26             | 1        |
| Jean-Pierre Leroux                                           | Karl Schulz               | Antoine                                  | 28–52             | 2        |
| Georges Lycan                                                | Tilo Schmitz              | Malumba †                                | 28–52             | 2        |
| Jeanine Freson                                               | Barbara Ratthey           | Ganola                                   | 28–52             | 2        |
| Jacques Torrens                                              | Charles Rettinghaus       | Khartouk                                 | 28, 35–52         | 2        |
| Jacques Torrens                                              |                           | Zulanka                                  | 29–43             | 2        |
| Greg Germain                                                 | Klaus Lochthove           | Dumari                                   | 32–52             | 2        |
| diverse                                                      |                           | Gaston                                   | 33, 45–52         | 2        |
| Brigitte Lecordier                                           |                           | Boya                                     | 35–52             | 2        |
|                                                              | Bianca Krahl              | Junko                                    | 35–52             | 2        |
| Mathias Kozlowski                                            | Gerald Schaale            | Katori                                   | 39–52             | 2        |

### Kleinere Nebenfiguren
| Originalsprecher   | Deutsche Synchronsprecher | Figur                     | Folgen            | Staffel |
| ------------------ | ------------------------- | ------------------------- | ----------------- | ------- |
|                    |                           | Notar Perrin              | 1–3, 17           | 1       |
| diverse            |                           | Tante Ursule              | 2, 16, 26         | 1       |
| Joëlle Guigui      | Sonja Scherff             | Angela                    | 5–6               | 1       |
| diverse            |                           | Tankwart                  | 6–7, 12–13, 18–19 | 1       |
| Jean Roche         |                           | Pfarrer André             | 12–13, 15, 26     | 1       |
| Anne Kerylen       |                           | Maries Stiefmutter        | 16, 18            | 1       |
| diverse            |                           | Dr. Philipe „Phil“ N’Daye | 21–26             | 1       |
| diverse            |                           | Kommissar                 | 22, 25–26         | 1       |
| diverse            |                           | Magierin                  | 22, 25            | 1       |
| diverse            |                           | Karvenda                  | 29, 36–52         | 2       |
| diverse            |                           | Katari                    | 29–52             | 2       |
| diverse            |                           | Vanto                     | 29–49             | 2       |
| Jacques Torrens    |                           | Toloti                    | 40                | 2       |
| Jean-Pierre Leroux |                           | Häuptling der Hima        | 46–50             | 2       |

weitere Synchronsprecher:
- Léontine Grandville: Francine Lainé (Folgen 21–22)
- Tante Ursule: Claude Chantal (2), Francine Lainé (16, 26)
- Monsieur Claude: Claude Dasset (7), Jacques Torrens (9), Maurice Sarfati (10–11, 20), Jean-Claude Montalban (14)
- Madame Lassart: unbekannt (24), Danièle Douet (25), Joëlle Fossier (26), Jeanine Freson (27)
- Mademoiselle Romy: Françoise Pavy (7), Amélie Morin (17)
- Madame Elsa: Christine Delaroche (5–6, 20), Francine Lainé (23)
- Nathalie: Anne Rondeleux (3–4, 19), Caroline Beaune (8–9), Isabelle Maudet (21–22, 26)
- Nicole: Valérie Siclay (16, 18), Amélie Morin (19), Isabelle Maudet (26)
- Marie: Joëlle Guigui (17)
- Paul: unbekannt (3), Bernard Soufflet (16), Dimitri Rougeul (27–28)
- Brilli: Luq Hamet (4), Gérard Dessalles (15)
- Chrissi: Joëlle Guigui (12–13), Stéphanie Murat (26)
- Dr. Franck: Roger Rudel (23), Georges Lycan (27), Michel Bedetti (36–37)
- Julien Charon: Thierry Ragueneau (8–9, 20), Philippe Catoire (12–13, 16)
- Tetou: Jean-François Kopf (20), Marc François (21–22), Sady Rebbot (24), Jacques Torrens (25)
- Tankwart: Bernard Tiphaine (6), Bernard Soufflet (7), Jean-Claude Montalban (12–13), Maurice Sarfati (18), Gérard Dessalles (19)
- Kommissar: Marc François (22, 26), Jacques Torrens (25)
- Dr. Phil: Marc François (21–23), Lionel Tua (25), Bernard Soufflet (26)
- Magierin: Amélie Morin (22), Marie Daëms (25)
- Ganola: Lily Baron (32–34), Francine Lainé (35)
- Karvenda: Jean-Pierre Leroux (42–43), Georges Lycan (44), Jacques Torrens (47)
- Katari: Georges Lycan (42, 46), Jacques Torrens (43, 47)
- Vanto: Georges Lycan (43), Jacques Torrens (47–48)
- Gaston: Jean-Pierre Leroux (45, 51–52), Jacques Torrens (46), Georges Lycan (49)

## Episodenübersicht
Die Schreibung der deutschen Episodentitel orientiert sich an der Orthografie der zu Beginn der Folgen eingeblendeten Schriftzüge.

### Staffel 1
| Folge            | Folge         | Originaltitel               | deutscher Titel              |
| (Staffelzählung) | (fortlaufend) | Originaltitel               | deutscher Titel              |
| ---------------- | ------------- | --------------------------- | ---------------------------- |
| 1.01             | 1             | Une journée surprenante     | Der Abschied                 |
| 1.02             | 2             | Seules                      | Eine schreckliche Nachricht  |
| 1.03             | 3             | Le départ                   | Das neue Zuhause             |
| 1.04             | 4             | Sophie                      | Die Weinlese                 |
| 1.05             | 5             | Une visite mystérieuse      | Der geheimnisvolle Besuch    |
| 1.06             | 6             | Fausse piste                | Angelas Mutter               |
| 1.07             | 7             | Une double chance           | Unerwartetes Wiedersehen     |
| 1.08             | 8             | Un nouveau professeur       | Der neue Lehrer              |
| 1.09             | 9             | Un vent nouveau             | Frischer Wind                |
| 1.10             | 10            | Déception                   | Der Ausreißer                |
| 1.11             | 11            | Deux ombres dans la nuit    | Die große Liebe              |
| 1.12             | 12            | Le cadeau de Madame Lassart | Die unvernünftige Direktorin |
| 1.13             | 13            | La reine de la fête du vin  | Das Weinfest                 |
| 1.14             | 14            | Un petit ange passe         | Junge Mütter                 |
| 1.15             | 15            | Des nouvelles d’Afrique     | Neuigkeiten aus Afrika       |
| 1.16             | 16            | Une nuit à Marseille        | Ein Brief aus Marseille      |
| 1.17             | 17            | Le printemps dans le cœur   | Das Phantom                  |
| 1.18             | 18            | Julien disparaît            | Julien verschwindet          |
| 1.19             | 19            | Une invitation de Lyon      | Heimliche Reise nach Lyon    |
| 1.20             | 20            | Une ombre noire             | Die Organisation             |
| 1.21             | 21            | Le piège est tendu          | Magie                        |
| 1.22             | 22            | La magie noire africaine    | Mißglückte Hypnose           |
| 1.23             | 23            | Rendez-vous manqué          | Die geheimnisvolle Nachricht |
| 1.24             | 24            | Si près l’un de l’autre     | Die Annonce                  |
| 1.25             | 25            | Ultime réunion              | Der „Große Meister“          |
| 1.26             | 26            | Le retour                   | Abschied vom Heim            |

### Staffel 2
| Folge            | Folge         | Originaltitel                | deutscher Titel                |
| (Staffelzählung) | (fortlaufend) | Originaltitel                | deutscher Titel                |
| ---------------- | ------------- | ---------------------------- | ------------------------------ |
| 2.01             | 27            | Une réunion de famille       | Zukunftspläne                  |
| 2.02             | 28            | L’annonce                    | Ein hinterhältiger Plan        |
| 2.03             | 29            | Premiers pas en Afrique      | Ankunft in Afrika              |
| 2.04             | 30            | Le nouveau guide             | Im Dschungel                   |
| 2.05             | 31            | L’homme ensorcelé            | Hexerei                        |
| 2.06             | 32            | Nuit dans la jungle          | Die roten Ameisen              |
| 2.07             | 33            | Une aide inespérée           | Dschungelfieber                |
| 2.08             | 34            | La découverte                | Am kleinen See                 |
| 2.09             | 35            | Les secrets des crânes       | Das Geheimnis der Höhle        |
| 2.10             | 36            | Découverte et danger         | Der steinerne Adler            |
| 2.11             | 37            | Le grand aigle               | Sophies Entführung             |
| 2.12             | 38            | La terrible rencontre        | Die Rückkehr des Großen Adlers |
| 2.13             | 39            | Nouveaux amis, vieux amis    | Alte Freunde, neue Freunde     |
| 2.14             | 40            | Un village dangereux         | Sophie schlägt sich durch      |
| 2.15             | 41            | Le plan de Frédéric          | Ganolas Elixier                |
| 2.16             | 42            | La nuit la plus sombre       | Die Nacht der Qualen           |
| 2.17             | 43            | D’un cauchemar surgit        | Falsche Versprechungen         |
| 2.18             | 44            | Voyage vers le maître        | Im Tal ohne Wiederkehr         |
| 2.19             | 45            | Le visage derrière le masque | Das Gesicht hinter der Maske   |
| 2.20             | 46            | L’évasion                    | Pauls Flucht                   |
| 2.21             | 47            | La course éperdue            | Die Suchaktion                 |
| 2.22             | 48            | Le sacrifice                 | Die Sonnenfinsternis           |
| 2.23             | 49            | Sans retour                  | Die Machtprobe                 |
| 2.24             | 50            | Dernier espoir               | Virginies Wandel               |
| 2.25             | 51            | Sophie revient               | Der Große Adler                |
| 2.26             | 52            | Le combat final              | Der letzte Kampf               |